# Haymarketoptøjerne
Haymarketoptøjerne eller  Haymarketmassakren fandt sted i Chicago den 4. maj 1886, da strejkende arbejdere demonstrerede for otte timers arbejdsdag på Haymarket, Høtorvet. To hundrede politimænd angreb dem for at opløse demonstrationen, da nogen pludselig kastede en bombe fra en sidegade. I kaosset som fulgte begyndte politi og  arbejdere at skyde på hinanden; syv politimænd og fire arbejdere mistede livet.  
Otte anarkister og strejkeledere blev arresteret, tiltalt og dømt for at have medvirket til at kaste en bombe mod politiet. Fire af de dømte blev hængt. En femte begik selvmord i fængslet. 
Da sagen blev genoptaget nogle år senere, blev det klart, at der var sket et justitsmord for der var ikke beviser for, at de dømte havde begået lovbruddet de blev hængt for. Tre overlevende dømte blev sluppet fri fra fængslet i 1893. De, som var hængt, blev martyrer for arbejderbevægelsen.
Til minde om Haymarket-anarkisterne blev Første maj valgt som international demonstrationsdag for arbejderbevægelsen.
41°53′06″N 87°38′39″V / 41.88500°N 87.64417°V